# Rohrdorf (Bade-Wurtemberg)
Pour les articles homonymes, voir Rohrdorf.
Rohrdorf est une commune de Bade-Wurtemberg (Allemagne), située dans l'arrondissement de Calw, dans l'aire urbaine Nordschwarzwald, dans le district de Karlsruhe.